# مقاطعة كالكاسيو (لويزيانا)
مقاطعة كالكاسيو (بالإنجليزية: Calcasieu Parish, Louisiana)‏ هي إحدى مقاطعات ولاية لويزيانا في الولايات المتحدة. تأسست سنة 1840، وتبلغ مساحتها 2834 كم2، بلغ عدد سكانها 192768 نسمة في عام 2010 حسب إحصاء مكتب تعداد الولايات المتحدة وتصل الكثافة السكانية فيها 66 نسمة/كم2.

## وصلات خارجية
- United States Counties